# Quân khu Côn Minh
Quân khu Côn Minh là một cựu quân khu thuộc Quân Giải phóng Nhân dân Trung Quốc. Thẩm quyền của quân khu là hai tỉnh Vân Nam và Quý Châu. Năm 1985, quân khu sáp nhập vào Quân khu Thành Đô

## Cựu tư lệnh
- Tạ Phú Trị (谢富治)（3/1955-9/1957）
- Tần Cơ Vĩ (秦基伟)（9/1957-6/1971）
- Vương Tất Thành (王必成)（6/1971-1/1979）
- Dương Đắc Chí (杨得志)（1/1979-1/1980）
- Trương Trí Tú (张铚秀)（1/1980-6/1985）

## Cựu Chính ủy viên
- Tạ Phú Trị (谢富治)（kiêm nhiệm，3/1955-8/1957）
- Diêm Hồng Ngạn (阎红彦)（11/1959-1/1967）
- kim Như Bách (金如柏)（thứ 2，11/1959.11-9/1962）
- Lý Thành Phương (李成芳)（thứ 2，9/1962.09-6/1975）
- Đàm Phủ Nhân (谭甫仁)（thứ 1，5/1968.05-12/1970）
- Chu Hưng (周兴)（kiêm nhiệm, thứ 2，9/1971-10/1975）
- Lưu Chí Kiên (刘志坚)（5/1975-1/1979；thứ 1，1/1979-10/1982）
- Giả Khởi Duẫn (贾启允)（kiêm nhiệm, thứ 1，10/1975-02/1977）
- An Bình Sinh (安平生)（kiêm nhiệm, thứ 1，2/1977-10/1982）
- Tạ Chấn Hoa (谢振华)（10/1982-6/1985）